# Michel Jobin
Michel Jobin (né à Chicoutimi en 1968) est un informaticien et auteur québécois de thriller.

## Biographie
Michel Jobin est né à Chicoutimi au Saguenay-Lac-Saint-Jean et a fait un baccalauréat en actuariat à l’Université de Laval. Il travaille pendant plusieurs années dans ce domaine avant de se lancer dans le nouveau domaine de l’informatique avec sa propre boîte de consultation. En même temps, il lance sa carrière d’écrivain. 
Son premier thriller ’’La trajectoire du pion’’ est publié par ’’Les Éditions Alire inc.’’ en 2001 et remporte le prix 2002 du ’’Salon du livre du Saguenay-Lac-Saint-Jean’’ dans la catégorie ’’fiction’’. Le roman porte sur l’enlèvement mystérieux d’un propriétaire d’une écurie de la Formule 1 qui mène un journaliste instable à Montréal, Milan et Moscou entre autres. En 2002, il publie aussi la nouvelle ’’Ave la mano’’ dans le cinquième numéro de la revue ’’Alibis’’. 
Son deuxième thriller international s’intitule ’’La nébuleuse iNSIEME’’ et sort en 2005. Ce roman porte sur deux meurtres à Londres et à Bangkok orchestrés dans l’ombre d’une ambitieuse multinationale d’origine québécoise.
Son troisième roman ’’Projet Sao Tomé’’ est publié en 2013. Ce roman porte sur l’affrontement entre de différents groupes d’intérêts internationaux allant de la république populaire de Chine à travers les États-Unis d’Amérique jusqu’au Nigéria face à la découverte surprise de ressources pétrolières près d’un État insulaire multiethnique instable dirigé par un président démocratique ambitieux et naïf.  

### Romans
- La trajectoire du pion (Québec, Les Éditions Alire inc., 278 pages, 2001)
- La nébuleuse iNSIEME (Québec, Les Éditions Alire inc., 623 pages, 2005)
- Projet Sao Tomé (Québec, Les Éditions Alire inc., 660 pages, 2013)

### Nouvelles
- Ave la mano (Lévis, Revue Alibis 5, 2002)
- Crime à la bibliothèque (Druide, 2015)

### Prix littéraires
- 2002: Prix dans la catégorie ’’fiction’’ du Salon du livre du Saguenay-Lac-Saint-Jean pour La trajectoire du pion